# Willians Santana
Willians Santana (sinh ngày 22 tháng 5 năm 1988) là một cầu thủ bóng đá người Brasil.

## Sự nghiệp câu lạc bộ
Willians Santana đã từng chơi cho Matsumoto Yamaga FC.